# Castell de Clarà (Torredembarra)
El Castell de Clarà és un edifici de Torredembarra (Tarragonès) declarada Bé Cultural d'Interès Nacional.

## Descripció
Del vell castell només es conserven alguns vells elements molt adulterats i integrats en un edifici modern.
El Castell de Clarà és una antiga masia medieval fortificada, amb pati al qual s'accedeix per un arc de mig punt, sota una torre amb matacà que actualment està força restaurada i que possiblement pertany al nucli primitiu del segle xiv. La casa té finestres amb llindes i arcs conopials. La construcció és la típica de maçoneria i carreus.

## Història
Fortalesa. Documentada el 1227. Tot el nucli de Clarà formava una espècie de caseriu, amb la seva església, i és el nucli més antic que es coneix de la primitiva Torredembarra.